# Chloé Ridel
Pour les articles homonymes, voir Ridel.
Chloé Ridel, née le 25 novembre 1991 à Clamart, est une haute fonctionnaire et femme politique française. Spécialiste des questions européennes et des sujets de renouveau démocratique, elle est nommée en 2023 comme l'une des porte-paroles nationales du Parti socialiste.
Elle est élue députée européenne en 2024 sur la liste regroupant le Parti socialiste et Place publique.

## Situation personnelle

### Enfance et formation
Chloé Ridel est née le 25 novembre 1991 dans la ville de Clamart (Hauts-de-Seine). Elle est la fille de Gilles Ridel, fondateur et président de Nexway, et d'une mère fille de pieds-noirs d'Algérie.
Elle grandit avec ses quatre frères en région parisienne avant de rejoindre à l'adolescence la maison familiale à Lédenon (Gard). Elle obtient son bac au lycée Alphonse-Daudet de Nîmes. Elle intègre l'Institut d'études politiques de Paris en 2009.
Après son master, elle intègre l'École nationale d'administration au sein de la promotion George Orwell. Pendant sa formation, elle effectue des stages à la préfecture de la Martinique, à la Commission européenne au moment de la crise de la dette publique grecque - où elle dit avoir « énormément appris sur le rapport de force en politique » - et à l'Établissement public d'aménagement de la Défense Seine Arche.

### Carrière professionnelle
À sa sortie de l'ENA, elle intègre le ministère de l'Économie où elle prépare les réunions des ministres de l'Économie des pays de l'Union européenne à l'époque du Brexit. En 2019, elle part ensuite six mois à Bucarest en tant que conseillère pour aider à préparer la présidence roumaine de l'Union européenne. À son retour, elle siège au conseil d'administration de la Banque asiatique d'investissement pour les infrastructures. Puis, elle réintègre le ministère de l'Économie et des Finances où elle travaille sur l'aide aux entreprises en difficulté.
En 2023, elle intervient à plusieurs reprises en tant que chroniqueuse dans la deuxième saison du talk-show politique Backseat, organisé par Jean Massiet et diffusé en ligne sur sa chaîne Twitch.

### Engagements associatifs
En janvier 2018, elle cofonde l'association « Mieux Voter », qui promeut le recours au jugement majoritaire comme mode de scrutin. Avec Mieux Voter, elle participe à l’organisation de la Primaire populaire, une votation citoyenne au jugement majoritaire pour départager plusieurs candidats de gauche aux élections présidentielles de 2022, qui a réuni 400 000 votants,.
En 2020 elle cofonde avec Nicolas Dufrêne l'Institut Rousseau, think tank orienté à gauche sur les questions notamment sociales et écologiques. Elle porte une campagne en faveur du droit à l’emploi, « Un emploi vert pour tous », pour la création d’une garantie d’emploi dans des activités écoresponsables et utiles à la société.

## Parcours politique

### Membre du Parti socialiste et députée européenne (depuis 2024)
Chloé Ridel rejoint le Parti socialiste en 2023 et devient l'une de ses huit porte-paroles nationaux,,. Elle est candidate aux élections européennes de 2024 sur la liste regroupant Place Publique et Parti socialiste conduite par Raphaël Glucksmann, qui compte neuf candidats de la région d'Occitanie. Elle est élue députée européenne à l'issue du scrutin du 9 juin 2024,. En décembre de la même année, elle devient coprésidente de l'intergroupe anti-corruption du Parlement européen.
En 2025, elle corédige la contribution générale intitulée Le cœur de la gauche avec Sarah Kerrich, première secrétaire de la fédération du Nord du Parti socialiste. Cette contribution devient un texte d'orientation qui est porté par Olivier Faure en vue du congrès de Nancy de juin 2025.
À l'issue du congrès de Nancy, Chloé Ridel est désignée secrétaire nationale à la coordination du projet du Parti socialiste et abandonne son statut de porte-parole,.

## Ligne politique

### Positionnement
Elle confie avoir voté pour Jean-Luc Mélenchon au premier tour aux élections présidentielle de 2012 et de 2017, se disant avoir été une « fervente soutien de sa campagne », mais avoir commencé à s'en éloigner progressivement après la mauvaise réaction du leader insoumis à sa défaite en 2017 suivi de ses prises de positions, nomment sur l'Europe et l'invasion de l’Ukraine.
Chloé Ridel se définit comme membre de la « génération unioniste » et se montre critique vis à vis de la présidence de François Hollande, affirmant avoir rejoint le Parti socialiste par attrait pour le « nouveau PS » promu par Olivier Faure. 

## Publication
- D'une guerre à l’autre : L'Europe face à son destin, Éditions de l'Aube, 2022, 200 p. (ISBN 978-2-8159-4893-7, EAN 9782815948937)